# Phänomena

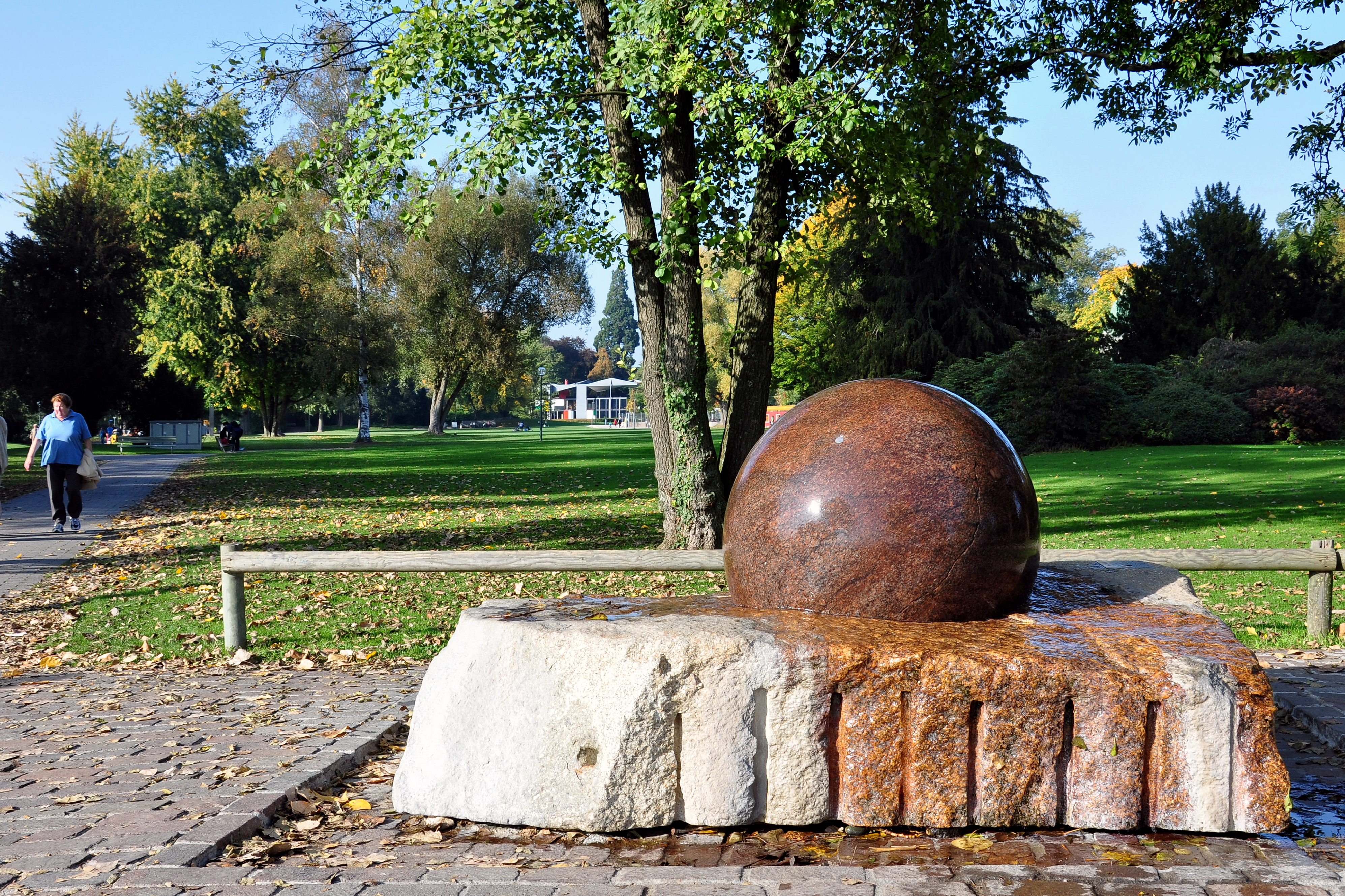
Kugelbrunnen beim Zürichhorn, als Erinnerung an die Phänomena von 1984

Die Phänomena ist eine naturwissenschaftliche Ausstellung im Kanton Zürich. Die grösste Schweizer Erlebniswelt verfolgt das Ziel, Naturgesetze, Phänomene und komplexe Zusammenhänge erfahrbar zu machen. Geistiger Vater der Ausstellung ist Georg Müller, dem die Stadt Zürich 1985, ein Jahr nach der ersten Austragung 1984, die Auszeichnung für kulturelle Verdienste verlieh.

## Phänomena 1984
Die Phänomena 1984 war eine naturwissenschaftliche Ausstellung am Ufer des Zürichsees. Sie fand statt vom 12. Mai bis zum 23. Oktober 1984. Die Ausstellung zeigte Naturgesetze und Phänomene aus den Gebieten Optik, Wasser, Gravitation, Astronomie, Pflanzen, Musik, Chemie, Energie und Magnetismus. Die Phänomena war das sommerliche Grossereignis von Zürich und mit 1,2 Millionen Besuchern ein vielbeachteter Erfolg.
Die Ausstellung verstand sich als Brückenschlag zum besseren Verständnis einer komplexer werdenden Welt. Sie ging damals gänzlich neue Wege: Interaktive Experimente machten physikalische Grunderfahrungen auf spielerische Weise begreif- und erlebbar. Diese nahbare Form der Vermittlung sendete Impulse in die etablierten Ausstellungshäuser weit über die Landesgrenzen hinaus. 
Nebst den Exponaten war der dreigeschossige und über 30 Meter hohe Bambusturm des Künstlers Johannes Peter Staub der von weit her sichtbare Publikumsmagnet. Die Phänomena war derart erfolgreich, dass sie in den Jahren darauf in den Niederlanden, Deutschland und Südafrika mit gleichem Erfolg präsentiert wurde. Weltweit zog die Ausstellung mehr als 5,4 Millionen Besucher an. 
Noch heute ist am Zürichhorn ein eindrückliches Exponat zu erleben: Die tonnenschwere Steinkugel, die sich von Hand drehen lässt, weil sie auf einer feinen Wasserschicht liegt.

## Phänomena 2026
Für das Jahr 2026 war eine erneute Durchführung der Phänomena im Entwicklungsgebiet Limmatstadt in Dietikon (ZH) angekündigt. Die Kosten für die Neuauflage der Ausstellung sollten sich auf rund 47 Millionen Franken belaufen. Ursprünglich war die Phänomena sogar 2025 geplant gewesen, aber Herausforderungen im Bauprozess hatten zu Verzögerungen geführt.
Der Standort Dietikon wurde 2025 aufgrund der Grösse und der Kosten der Ausstellung aufgegeben. Es wurde stattdessen eine Wanderausstellung angestrebt, welche für vier bis acht Wochen an verschiedenen Orten in der Schweiz gastieren sollte. Die Veranstalter erwarten am ursprünglichen Ausstellungsort Dietikon bis zu einer Million Besucher, pro Tag hätten auf dem zehn Hektare umfassenden Areal bis zu 20'000 Menschen gleichzeitig an den Erlebnissen teilnehmen können.
Die zweite Ausgabe der wissenschaftlichen Erlebniswelt zeigt Exponate und Phänomene aus den Gebieten Biodiversität, Energie, Klima, Weltraum, Physik & Chemie, Mobilität sowie Künstliche Intelligenz und Robotik. Ebenso soll ein Fokus darauf liegen, was die Rollen des einzelnen Menschen und das Zusammenspiel in der Gesellschaft betrifft.